# Caramellizzazione

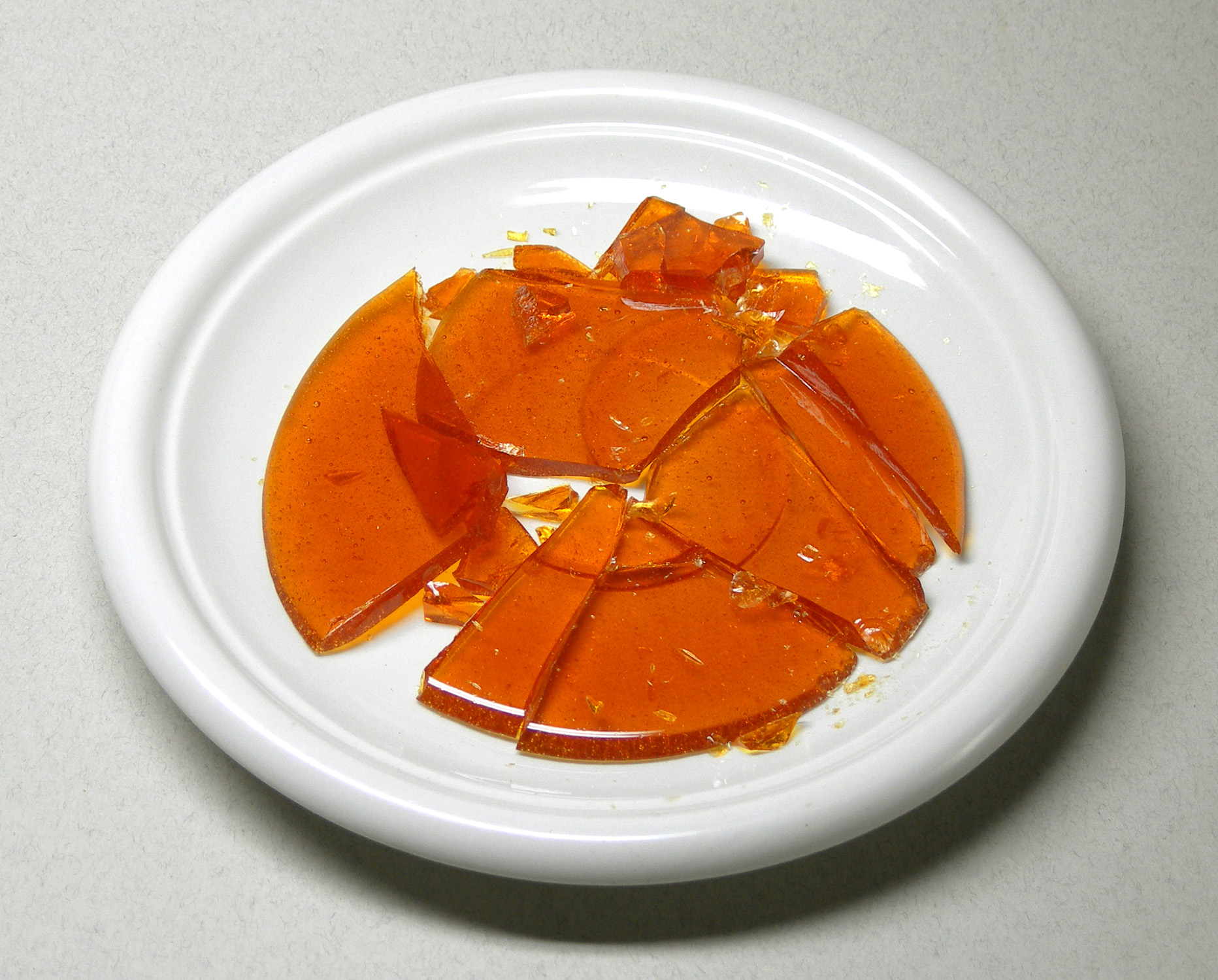
Caramelizzazione dello sciroppo di glucosio

La caramellizzazione è un fenomeno di imbrunimento della frazione zuccherina del liquido sottoposto a trattamento termico che conferisce un colore ambrato allo stesso, trasformandolo così in caramello. Coinvolge gli zuccheri, sia quelli appartenenti ai chetosi sia quelli appartenenti agli aldosi come, ad esempio, il glucosio. 

## Procedimento
Avviene a temperature superiori ai 100 °C, con formazioni di aromi e pigmenti. È un tipo di imbrunimento non enzimatico, in presenza di luce, calore, ossigeno, tracce di metalli durante la cottura degli alimenti, sostanze basiche, e un intervallo di pH compreso tra 3 e 10.
In un primo stadio, si ha la tautomerizzazione dello zucchero; si forma un composto del tipo endiolo e funzione acida; in una seconda fase si giunge a una sua disidratazione e beta eliminazione fino alla formazione di un composto noto come idrossimetilfurfurale ( HMF, derivato del furano) che condiziona inoltre il prodotto dal punto di vista organolettico (dà il tipico aroma al caramello). La reazione avviene più facilmente se lo zucchero di partenza è il fruttosio; in quanto il glucosio, essendo un aldoso, è meno reattivo. Se la reazione avviene con saccarosio (disaccaride composto da glucosio e fruttosio), questo subito dà prima l'inversione per idrolisi acida passando da rotazione destrogiro a levogiro di glucosio e fruttosio (zucchero invertito).
Anche il sapore si modifica e vira verso un sentore di "strinato" peraltro apprezzato nel caso di diverse preparazioni gastronomiche utilizzanti zuccheri caramellati. In particolare da menzionare la ricerca di questo fenomeno durante la preparazione della base di mosto cotto per l'aceto balsamico tradizionale di Reggio Emilia e di Modena.

## Temperatura di caramellizzazione
| Zucchero   | Temperatura |
| ---------- | ----------- |
| Fruttosio  | 110 °C      |
| Galattosio | 160 °C      |
| Glucosio   | 160 °C      |
| Saccarosio | 160 °C      |
| Maltosio   | 180 °C      |